# アニタ・スチュワート
アニタ・スチュワート（Anita Stewart、1895年2月7日 - 1961年5月4日）は、アメリカ合衆国の女優。

## 出演作品
- 東は東、西は西
- 煉獄